# One-pass encoding
One-pass encoding ist ein Encodierverfahren, mit dem eine Videodatei bei Verwendung einer konstanten Datenrate (CBR) in einem Durchgang komprimiert und gespeichert wird.
Vorteile:
- Es wird nur die Hälfte der Bearbeitungszeit im Gegensatz zum two-pass encoding benötigt
- Einsatz auch bei Tonmaterial
- Dieses Verfahren kann auch bei Live / in Echtzeit gesendeten Videodaten eingesetzt werden.

Nachteile:
- Einen höheren Speicherbedarf bei gleicher Bildqualität bzw. geringere Bildqualität bei gleichem Speicherbedarf